# Uwe Grund

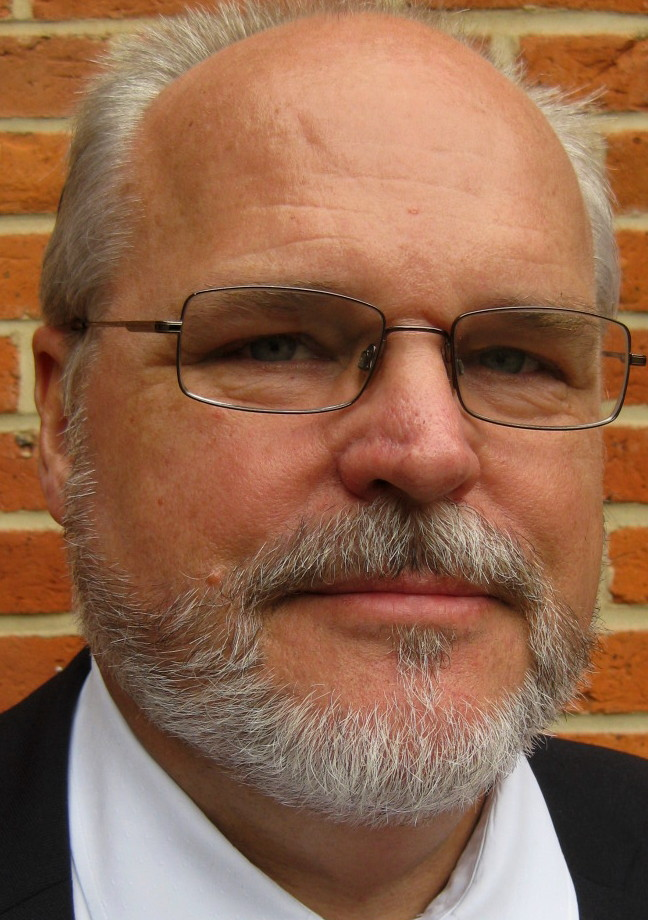
Uwe Grund (2010)

Uwe Grund (* 4. Juli 1952 in Gundelsheim am Neckar) ist ein deutscher Politiker (SPD) und Gewerkschaftsfunktionär. Er war Mitglied der Hamburgischen Bürgerschaft.

## Leben
Grund machte nach der Mittleren Reife eine Ausbildung zum Versicherungskaufmann. Zu dieser Zeit entstand das politische Engagement. Während der Ausbildung trat er in die Deutsche Angestellten-Gewerkschaft (DAG) und bei den Jusos ein. 1971 wurde er DAG-Jugendsekretär in Baden-Württemberg. Für seine Gewerkschaft übernahm er später Aufgaben in der Unternehmensbetreuung und in der Tarifarbeit im Dienstleistungsgewerbe.
1987 zog er nach Hamburg. In der Hansestadt wurde er im selben Jahr zum Landesverbandsleiter der DAG ernannt. Als Sprecher des Beirates der DAG war er an der Gründung der Gewerkschaft ver.di im März 2001 beteiligt. Ab Mai 2001 war er Stellvertretender Landesbezirksleiter bei ver.di Hamburg.
Von September 2009 bis Dezember 2013 war Grund Vorsitzender des DGB Hamburg. Er trat die Nachfolge von Erhard Pumm an.
Nach seiner Berufstätigkeit ist Grund weiter ehrenamtlich in den Bereichen Wirtschaft, Soziales und Medien engagiert. Er war Mitglied im Vorstand des NDR-Rundfunkrates und ist jetzt im NDR-Verwaltungsrat tätig.

## Parteipolitik
Grund ist seit 1971 Mitglied in der SPD. Noch vor seinem Mandat in der Bürgerschaft war er Deputierter der Justizbehörde.
Von 1991 bis 2011 war er Mitglied der Hamburgischen Bürgerschaft und dort Mitglied im SPD-Fraktionsvorstand. Von Oktober 2001 bis zu seinem Rücktritt im Dezember 2002 war er Vorsitzender der SPD-Bürgerschaftsfraktion. Im Parlament saß er für seine Fraktion im Wirtschafts-, Sozial- und Kulturausschuss.
Er war Fachsprecher für Medienpolitik und viele Jahre Vorsitzender des Sozialausschusses der Bürgerschaft. Weitere Schwerpunkte der politischen Arbeit sind Wirtschafts- und Arbeitsmarktpolitik sowie die Kulturpolitik und internationale Angelegenheiten.